# Pagsanján
Pagsanján es un municipio filipino de tercera clase, perteneciente a la provincia de La Laguna, en la región de Calabarzon.

## Geografía
En el municipio están las cataratas de Pagsanján.

## Historia
Hacia mediados del siglo XIX, el lugar, por entonces cabecera de la provincia de La Laguna, tenía contabilizada una población de 5856 habitantes, repartidos en 914 casas. Aparece descrito en el segundo volumen del Diccionario geográfico, estadístico, histórico de las Islas Filipinas (1851) de Manuel Buzeta Núñez y Felipe Bravo con las siguientes palabras:

PAGSANJAN: pueblo con cura y gobernadorcillo, cab. de la provincia de la Laguna, en la isla de Luzon, arz. de Manila; sit. en los 125° 9' 30" long. 14° 15' lat. próximo á la orilla izquierda del rio á que da nombre en terr. llano distante una legua de la playa S. E. de la laguna de Bay; su clima es sano y templado. Tiene 914 casas, la de comunidad donde está la cárcel, la parroquial, y la casa real que es de piedra y es la mejor del pueblo. La iglesia parroquial es de buena fábrica y la sirve un cura regular. Hay una escuela de instruccion primaria con una dotacion de los fondos de comunidad y otra particular. Los caminos que desde este pueblo conducen á los inmediatos se hallan en buen estado, y para los demás pueblos de la prov. sale todas las semanas un correo que hay establecido. Confina el term. por N. con el de Lumbarg, cuyo pueblo dista 1 1/2 leg.; por S. con el de Majaijai á unas 2 1/2 leg.; por S. O. con el de Magdalena á 1 3/5 id.; por E. con el de Cavinti distante 1 leg.; por O. con el de Santa Cruz á igual distancia; y por N. O. con la laguna de Bay. El terr. es llano, encontrándose tambien algunos montes por la parte del S. y E. en lo que comprende su term. Las prod. son arroz, maiz, café, pimienta, caña dulce, frutas y legumbres. ind. además de la agricultura se dedican los naturales á la fabricacion de algunos tejidos, con especialidad las mugeres, y con los productos indicados hacen su com. con los demás pueblos de la prov. y con Manila. pobl. 5,856 almas, y en 1845 pagaba 1,104 trib. que hacen 11,040 rs. plata.
(Buzeta y Bravo, 1851, pp. 375-376)

En 2020, tenía censados 44 327 habitantes.